# 洪水の前 (ミュージカル)
洪水の前（こうずいのまえ）は、矢代静一・藤田敏雄作、いずみたく作曲のミュージカル。1980年初演。和製ミュージカルのさきがけの一つと言われる。

## 初演キャスト
- 財津一郎ー六役を兼ねる。満鉄の一丸竜斎、茉莉の父、バー・ペロケのゲイボーイなど。
- 秋川リサー徳大寺茉莉
- 小宮守ー日暮隆男
- 笹野高史ー安東泰男
- 花條まりー張宝蘭

## 梗概
クリストファー・イシャウッドの小説『さらばベルリン』の一部を、ヴァン＝ドルーテンが劇化した「わたしはカメラ」をもとにミュージカル「キャバレー」が作られたが、それを翻案したものである。

## あらすじ
満州事変後の騒然たる大連の港に、売れない作家・日暮が降りたつ。日暮はバー・ペロケで、謎の美女・徳大寺茉莉と知り合い「朋友」となる。日暮の友人となった安東は、満洲人財閥の娘・張宝蘭の家庭教師となるが、宝蘭に惚れてしまい、日暮に打ち明けて苦しむ。茉莉と知り合った満鉄の一丸竜斎は、一緒にアメリカへ行かないかと誘い、日本軍の栄光を称える。日本の支配に怒った満洲人の暴動が起こり、宝蘭の屋敷も協力者として襲撃される。安東は、自分が満洲人だと打ち明け、宝蘭と愛を確かめあい、逃亡する。日暮はさまざまな思い出を胸に帰国の途につく。
新宿・シアターアプルで上演されたものが、1982年にNHKで放送された。その後も別キャストで再演されている。